# Język kałmucki
Język kałmucki (Хальмг келн) – język Kałmuków osiadłych nad Wołgą. Jest to jedyny język z rodziny mongolskiej w Europie. Zgodnie z klasyfikacją Atlasu Języków Świata UNESCO jest zdecydowanie zagrożony wymarciem.

## Historia
Język kałmucki jest bardzo ściśle spokrewniony z językiem ojrackim. Sami Kałmucy są potomkami plemion ojrackich, które na początku XVII stulecia przewędrowały na zachód i odtąd nie miały kontaktu z narodami mongolskimi, które pozostały w Azji.
W 1648 roku wprowadzono oryginalne pismo kałumuckie: todo biczig. Dzięki temu powstała bardzo obszerna literatura w języku kałmuckim.
W 1943 roku Kałmucy, podobnie jak inne narody w Związku Radzieckim, zostali w całości deportowani na wschód od Uralu. W odróżnieniu jednak od innych narodów, Kałmucy nie stanowili większości na żadnym obszarze, gdzie zostali przesiedleni. Wskutek tego, a także wysokiej śmiertelności, która towarzyszyła temu procesowi, język zaczął zanikać.
Po powrocie Kałmuków w 1957 roku, władze radzieckie kontynuowały politykę rusyfikacji, argumentując to tym, że ludność rosyjskojęzyczna przyjęłaby komunizm szybciej i z większym entuzjazmem. W latach 60. i 70. w znacznym stopniu ograniczono nauczanie w języku kałmuckim. Od 1963 roku powszechnym językiem nauczania w szkołach stał się język rosyjski. Doprowadziło to do tego, że już we wczesnych latach 70. wyrosło pokolenie Kałmuków, którzy nie potrafili biegle posługiwać się językiem kałmuckim.
Język ewoków z uniwersum Gwiezdnych Wojen został stworzony na bazie języka kałmuckiego.

## Systemy pisma

### Tradycyjne
Oryginalne pismo kałmuckie todo biczig stworzono na podstawie pisma mongolskiego w 1648 roku. Autorem pisma był buddyjski mnich Zaja Pandita. Było używane do czasów radzieckich.
Kałmucy (Ojraci) na zachodzie Chińskiej Republiki Ludowej nadal posługują się pismem ojracko-kałmuckim. W Urumczi wydają kilka gazet i pism w języku ojrackim, nadawane są w tym języku także programy radiowe i telewizyjne. Język ojracki w Mongolii nie uzyskał statusu oficjalnego i jest używany tylko w życiu codziennym, poza tym wypiera go język chałcha-mongolski.

### Cyrylickie
W 1924 roku w ZSRR pismo kałmuckie zostało zastąpione przez cyrylicę, którą w 1930 roku zastąpił janalif, który jeszcze raz zmieniła cyrylica w 1938 roku. Cyrylica ta stanowiła sobą alfabet rosyjski uzupełniony o litery Ä ä, Гъ гъ, Дж дж, Нъ нъ, Ö ö, Ӱ ӱ. W 1941 roku doszło do kolejnej reformy ortografii, która zmieniła kształt dodatkowych liter. Wskutek deportacji Kałmuków z 1943 roku, wprowadzenie reformy w życie zostało opóźnione do późnych lat 50.
Obowiązujący alfabet kałmucki wygląda następująco:
| А а | Ә ә | Б б | В в | Г г | Һ һ | Д д | Е е | Ё ё |
| Ж ж | Җ җ | З з | И и | Й й | К к | Л л | М м | Н н |
| Ң ң | О о | Ө ө | П п | Р р | С с | Т т | У у | Ү ү |
| Ф ф | Х х | Ц ц | Ч ч | Ш ш | Щ щ | Ъ ъ | Ы ы | Ь ь |
| Э э | Ю ю | Я я |     |     |     |     |     |     |